# Angueira
Angueira é uma aldeia no Nordeste de Portugal, localizada num vale na margem direita do Rio Angueira, pertencendo ao Município de Vimioso, vila da qual dista 15 Km. 
Foi sede da extinta Freguesia de Angueira, freguesia que tinha 22,18 km² de área e 116 habitantes (2011), e, por isso, uma densidade populacional de 5,2 hab/km².
Em 2013, a Freguesia de Angueira foi extinta (agregada) pela reorganização administrativa de 2013, tendo o seu território sido agregado ao da Freguesia de Caçarelhos para criar a Freguesia de Caçarelhos e Angueira.

## História
Diz-se que a povoação de Angueira foi fundada por um grande general que, aquando da expulsão dos Mouros, os venceu em três batalhas: na Cruz Branca, Águas Vivas e Ifanes. No termo da povoação existiam dois castelos obra dos Mouros, de que ainda restam alicerces: um no sítio “Castro do Gago” e outro no “Castro da Cocolha”. 
Foram encontradas várias estelas funerárias romanas no termo da aldeia, mostrando a presença de uma história muito antiga.
Esta freguesia foi desembargada da de S. Martinho de Angueira em 1750. Outros historiadores dizem que a mesma era anexa a Palaçoulo no período entre 1706 e 1747.  
Relativamente ao património arquitectónico, a Capela de S. Miguel fica a 1,5 Km do povo, é muito antiga e, segundo a lenda, foi a primeira desta comenda, onde assistiam à missa todas as anexas da Reitoria (Palaçoulo, Prado Gatão e Águas Vivas). 
Fez parte do antigo concelho de Outeiro, extinto pelo decreto de 31 de Dezembro de 1853, tendo passado então para o concelho (atual município) de Vimioso.

## Orago
S. Cipriano

### Festas e romarias
No mês de Agosto realiza-se uma festa em honra da S. Lucas e outra em honra da Nª Sr.ª do Rosário (Agosto). 
Realiza-se ainda uma festa em honra de S. Miguel, em Setembro. 
Na noite de Consoada é tradição fazer a queima do Madeiro de Natal, no largo da Igreja Matriz de Angueira, onde a população se reúne antes da Missa do Galo.

### Património cultural e edificado
Angueira conta com um interessante património edificado no centro da Aldeia: a Igreja Matriz de Angueira, a Capela de St.º Cristo, a Capela de S. Sebastião e a Fonte de Mergulho.  
Pode ainda encontrar-se a uma pequena distância do centro da aldeia, a Capela de S. Miguel (reconstruída), a Fonte Santa e vários Moinhos de Água no curso do rio Angueira. 
São ainda visíveis as ruínas do Castro da Cocolha e do Castro do Gago  (antigo povoado fortificado de pequenas dimensões). 

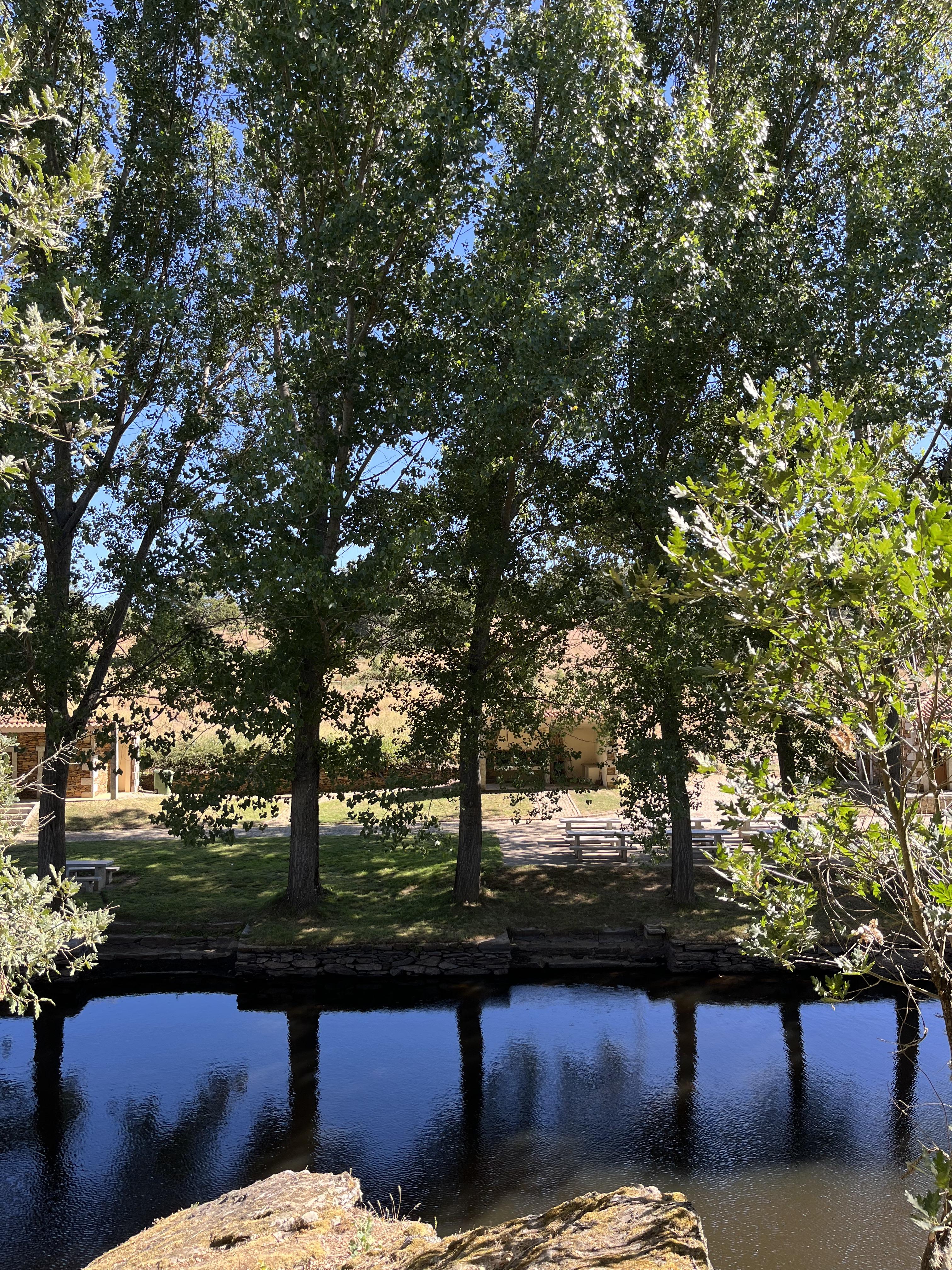
Vista do parque de merendas da Cavada

### Outros locais de interesse público
O Rio Angueira é local de interesse para a pesca desportiva, sendo possível encontrar barbo, xarda e escalo. Foi um rio outrora famoso pela presença abundante do Lagostim de Patas Brancas. Ao longo das margens do rio é possível encontrar diversas ruínas de moinhos de água agora abandonados. Na margem do rio na zona da Cavada encontra-se um dos principais pontos turísticos -  o parque de merendas da Cavada.
Angueira é Zona de Caça Associativa, sendo a lebre, coelho e javali algumas das espécies cinegéticas que se podem encontrar nos seus territórios.  

### Gastronomia
Posta mirandesa, fumeiro, pão-de-ló, folar da Páscoa e roscas.
Produtos
Tem como principais actividades produções agrícolas, o trigo, centeio, batatas, vinho, mel, produtos hortícolas e abundantes pastagens. A I Feira do Mel e dos Produtos da Terra de Angueira, realizada em outubro (de 2023), pretende contribuir para a valorização dos produtos locais, com especial destaque para o mel. 
Curiosidades
Nesta aldeia ainda é falada a língua mirandesa por muitos dos seus habitantes. 

## População
| População da freguesia de Angueira | População da freguesia de Angueira | População da freguesia de Angueira | População da freguesia de Angueira | População da freguesia de Angueira | População da freguesia de Angueira | População da freguesia de Angueira | População da freguesia de Angueira | População da freguesia de Angueira | População da freguesia de Angueira | População da freguesia de Angueira | População da freguesia de Angueira | População da freguesia de Angueira | População da freguesia de Angueira | População da freguesia de Angueira |
| ---------------------------------- | ---------------------------------- | ---------------------------------- | ---------------------------------- | ---------------------------------- | ---------------------------------- | ---------------------------------- | ---------------------------------- | ---------------------------------- | ---------------------------------- | ---------------------------------- | ---------------------------------- | ---------------------------------- | ---------------------------------- | ---------------------------------- |
| 1864                               | 1878                               | 1890                               | 1900                               | 1911                               | 1920                               | 1930                               | 1940                               | 1950                               | 1960                               | 1970                               | 1981                               | 1991                               | 2001                               | 2011                               |
| 393                                | 401                                | 418                                | 479                                | 553                                | 515                                | 544                                | 553                                | 668                                | 544                                | 330                                | 305                                | 214                                | 162                                | 116                                |